# Chicken Invaders 2
Chicken Invaders 2: The Next Wave (с англ. — «Куриные Захватчики 2: Следующая Волна») — независимая компьютерная игра в жанре вертикального скролл-шутера, разработанная и выпущенная Костантиносом Прускасом в 2002 году. Является сиквелом к Chicken Invaders 1999 года, распространяется по shareware-схеме.

## Игровой процесс
Игровой процесс Chicken Invaders 2 совмещает в себе элементы Space Invaders, Asteroids и Galaga. Подобно первой, игрок, управляя космических кораблём, должен обороняться от волн надвигающихся противников в виде космических куриц, которые стреляют в него яйцами. Для того, чтобы избежать получения урона, можно перемещать судно по экрану в двух измерениях используя соответствующие клавиши на клавиатуре или передвигая мышью. Для уничтожения противников игрок может использовать оружие корабля при нажатии соответствующих кнопок: одна отвечает за основное вооружение, другая — за особые ракеты.
Передвигаясь по уровню, игрок может подбирать различные внутриигровые предметы: барабанные палочки и монеты позволяют увеличить свой счёт, а в подарках могут содержаться различные бонусы, например, другое оружие. По мере прохождения игроку придётся пробираться через метеоритный дождь и сражаться с боссами.
Chicken Invaders 2 выполнена в относительно простой графике c мультяшной стилистикой, имеет фоновую музыку и внутриигровые видеоролики.

## Восприятие
Chicken Invaders 2 получила смешанные отзывы. Редакция CNET оценила игру в 4 звезды из 5. Они пишут, что она «приглянется любым фанатам аркадных игр», но в качестве недостатков отмечают надоедающий саундтрек и невозможность играть в оконном режиме. Алекс Наварро из издания GameSpot считает, что, хоть Chicken Invaders 2 и может дать некоторые приятные эмоции любителям шутеров, игра недостаточно выделяющаяся, чтобы потенциальный игрок мог отдать за неё деньги. Также он пишет о репетативности и наличии множества малых недоработок, но отмечает большое количество уровней, цветастую графическую составляющую и удобное управление. Алекс поставил игре 5,8 из 10 баллов.